# TOTEM (détecteur)
Cet article concerne l'expérience de physique des particules. Pour les autres significations, voir Totem.

Synoptique du complexe d'accélérateurs du CERN. TOTEM partage l'emplacement du CMS.

TOTal Elastic and diffractive cross section Measurement (TOTEM) est l'un des huit détecteurs du LHC au CERN. les sept autres sont ATLAS, ALICE, CMS, LHCb, LHCf, FASER et MoEDAL. Il partage le point d'intersection IP5 avec le CMS. Le but du détecteur est de mesurer la section efficace totale, la diffusion élastique et les processus de diffraction.